# قصر الحب (مسلسل)
قصر الحب (بالتركية: Asmalı Konak)‏ (ويعني بالعربية قصر العريشة) هو مسلسل درامي اجتماعي تركي. من إخراج تشاغان ايرمك عُرض على قناة أي تي في.

## القصة
تدور أحداث مسلسل «قصر الحب» حول حسام الذي ورث ثروة طائلة عن والده المتوفى، ومرام الرسامة الموهوبة ذات الأحاسيس المرهفة، والمنتمية لعائلة متوسطة الدخل. وتشاء الأقدار أن يتقابل حسام ومرام في نيويورك؛ حيث تنشأ قصة حب قوية بينهما تنتهي بزواجهما في مدينة نفسهير شرقي تركيا، بالقرب من مسقط رأس حسام.
عندما يقرّر الزوجان العيش والاستقرار في قصرٍ تاريخيٍّ قديم تملكه والدة حسام في مدينة أنطالية تبدأ مرام باكتشاف نمط حياة جديد ومختلف كليّ عن ذاك الذي عاشته في إسطنبول مع عائلتها، لا سيّما عندما تكتشف مدى تأثّر حسام بالعادات المتوارثة، والتزامه بتقاليد عائلته التي ترأسها والدته القوية والمحافظة.

## روابط خارجية
- قصر الحب على موقع IMDb (الإنجليزية)
- قصر الحب على موقع كينوبويسك (الروسية)
- قصر الحب على موقع قاعدة بيانات الفيلم (الإنجليزية)